# Rochegude (Drôme)
Rochegude ist eine französische Gemeinde mit 1677 Einwohnern (Stand 1. Januar 2022) im Département Drôme in der Region Auvergne-Rhône-Alpes.

## Geographie
Rochegude liegt etwa zehn Kilometer östlich der Rhône und der parallel verlaufenden Autoroute A7. Größere Ortschaften in der Umgebung sind das nördlich gelegene Saint-Paul-Trois-Châteaux sowie Orange im Süden. Die nächste große Stadt ist Avignon, 40 Kilometer südlich. Die angrenzenden Gemeinden sind Suze-la-Rousse im Norden, Sainte-Cécile-les-Vignes im Osten, Lagarde-Paréol im Südosten, Uchaux im Südwesten, Mondragon im Westen und Bollène im Nordwesten.

## Bevölkerungsentwicklung
| Jahr                       | 1962 | 1968 | 1975 | 1982 | 1990 | 1999 | 2005 | 2016 |
| Einwohner                  | 601  | 591  | 684  | 831  | 1053 | 1236 | 1346 | 1586 |
| Quellen: Cassini und INSEE |      |      |      |      |      |      |      |      |

## Sehenswürdigkeiten
- Im Norden des Ortes, an der D8 Fahrtrichtung Bollène, befindet sich die Ruine einer Wehrkirche mit dem Namen Notre-Dame-des-Aubagnans, Monument historique seit 1926
- Kapelle Saint-Denis dem 12. Jahrhundert
- Das Schloss wurde vom Marquis de Rochegude komplett restauriert und in ein Luxushotel umgewandelt

## Wirtschaft
Die Winzer im Ort produzieren Weine der Appelation Côtes du Rhône Villages her.